# Пальма, Эвер
Эвер Яир Пальма Оливарес (исп. Ever Jair Palma Olivares; род. 18 марта 1992, Зитакуаро, Мичоакан) — мексиканский легкоатлет, специалист по спортивной ходьбе. Выступал за сборную Мексики по лёгкой атлетике в 2010-х годах, обладатель серебряной медали Универсиады в Тайбэе, победитель и призёр первенств национального значения, участник двух летних Олимпийских игр.

## Биография
Эвер Пальма родился 18 марта 1992 года городе Ситакуаро, штат Мичоакан.
Впервые заявил о себе на международном уровне в сезоне 2009 года, когда вошёл в состав мексиканской национальной сборной и выступил на Панамериканском кубке по спортивной ходьбе в Сан-Сальвадоре, где в юниорской гонке на 10 км стал девятым.
В 2010 году в дисциплине 10000 метров финишировал шестым на юниорском мировом первенстве в Монктоне, был седьмым среди юниоров на 10 км на домашнем Кубке мира в Чиуауа.
Начиная с 2012 года активно выступал среди взрослых спортсменов, в частности занял 54-е место в ходьбе на 20 км на Кубке мира в Саранске. Благодаря череде удачных выступлений удостоился права защищать честь страны на летних Олимпийских играх в Лондоне — в дисциплине 20 км показал результат 1:26:30, расположившись в итоговом протоколе соревнований на 46-й строке.
Будучи студентом, в 2013 году отправился выступать на Универсиаде в Казани, где в ходьбе на 20 км с результатом 1:31:07 занял итоговое 22-е место.
В 2015 году на Универсиаде в Кванджу был дисквалифицирован на дистанции 20 км и не показал никакого результата.
Выполнив олимпийский квалификационный норматив, благополучно прошёл отбор на Олимпийские игры 2016 года в Рио-де-Жанейро — в ходьбе на 20 км на сей раз финишировал на 14-й позиции, показав результат 1:21:24.
После Олимпиады в Рио Пальма остался действующим спортсменом и продолжил принимать участие в различных легкоатлетических стартах. Так, в 2017 году он отметился выступлением на Универсиаде в Тайбэе — финишировал четвёртым в личном зачёте ходьбы на 20 км и тем самым помог своим соотечественникам выиграть серебряные медали мужского командного зачёта.
Приходится младшим братом другому известному мексиканскому ходоку Исааку Пальме.